# Oenochroma caprina
Oenochroma caprina là một loài bướm đêm trong họ Geometridae.